# ملعب جول ديشازو
ملعب جول ديشازو (بالإنجليزية: Stade Jules Deschaseaux)‏ هو ملعب كرة قدم متعدد الأغراض يقع في لو هافر، فرنسا، يتسع لـ 16,382 متفرج.

## التاريخ
افتتح الملعب في 1932. تم تجديده في 1999.